# 狮子门

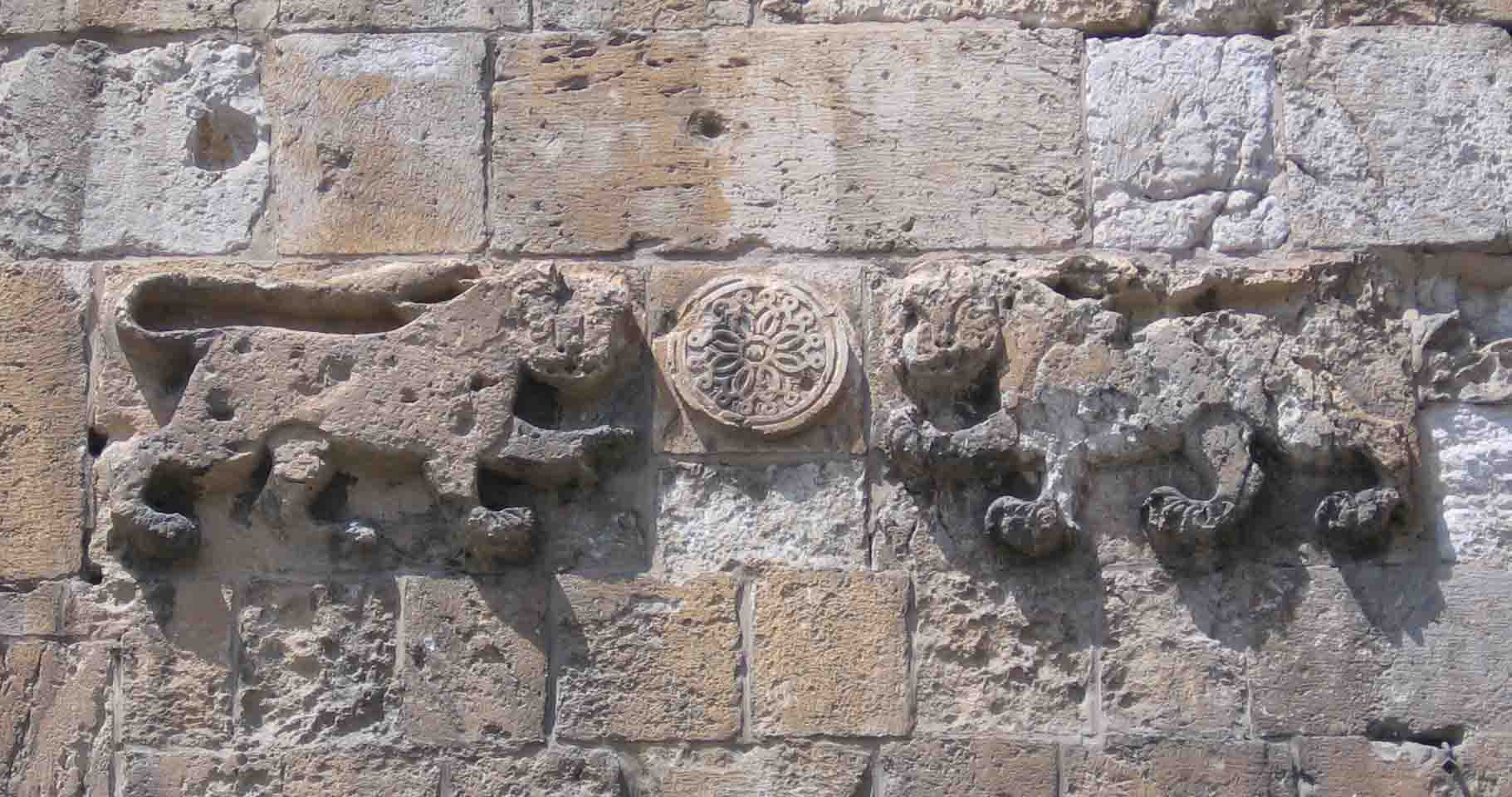
细部

狮子门 (希伯來語：‎, 阿拉伯语：‎，又名St. Stephen's Gate、羊门)是耶路撒冷旧城东侧的一座城门。
狮子门标志着基督教传统中耶稣从羅馬總督彼拉多的總督府（即安東尼亞堡壘，事實上為希律宮殿，兩者在位於耶路撒冷不同位置）到行刑地的苦路最后一段的开始。城门上有四个豹像，常被误认为狮子，左右两侧各有两只。它们是苏莱曼大帝庆祝奥斯曼帝国在1517年击败了马穆鲁克，而安放在这里的。传说苏莱曼的前任塞利姆一世因为计划夷平耶路撒冷，而被狮子抓住，将要被吃掉，直到他允诺修建城墙来保护这座城市，才得获救。因此狮子成为耶路撒冷城徽的标志。
在另一个版本中，苏莱曼对耶路撒冷的居民征收他们难以承受的重税，那天晚上，苏莱曼梦见有两个狮子来吃掉他。当他醒来后，请人解梦。 智者问苏莱曼，他在入睡前想的是什么，苏莱曼回答说，他正在想如何惩罚所有没有纳税的人。智者回答说，由于苏莱曼对圣城的想法不好，激怒了神。为了赎罪，苏莱曼建造狮子门，保护耶路撒冷免受侵略。
1967年六日战争期间，以色列第55伞兵旅的伞兵通过此门，到圣殿山上升起了以色列国旗。
耶路撒冷旧城宏伟的城墙由奥斯曼帝国苏丹苏莱曼兴建于1542年，全长4.5公里，高5–15米，厚3米 老城城墙共有43个监视塔和11个城门，其中7个目前开放。